# Monteciccardo
Monteciccardo là một đô thị ở tỉnh Pesaro và Urbino trong vùng Marche, nằm cách 60 km về phía tây bắc của Ancona và khoảng 14 km về phía tây nam của Pesaro. Tại thời điểm ngày 31 tháng 12 năm 2004, đô thị này có dân số 1.483 và diện tích là 25,9 km².
Monteciccardo giáp các đô thị sau: Mombaroccio, Montefelcino, Montelabbate, Pesaro, Sant'Angelo in Lizzola, Serrungarina, Urbino.